# Еліза (фільм)
«Еліза» (фр. Élisa) — французький фільм-драма 1995 з Ванессою Параді і Жераром Депардьє в головних ролях.

## Сюжет
У Марі було важке дитинство з тих пір як її мати покінчила життя самогубством. Більшу частину свого життя вона провела у дитячому будинку в Парижі і заробляла на життя дрібними злочинами разом зі своїми друзями. Одного разу вона вирішує знайти свого батька, якого звинувачує у смерті матері, і помститися йому. Проте, коли Марі знаходить його, вона розуміє, що спочатку повинна дати йому шанс все пояснити.

## У ролях
- Ванесса Параді — Марі
- Жерар Депардьє — Жак Лебовіч
- Клотильда Куро — Соланж
- Секкі Саль — Ахмед
- Флоранс Томассен — Еліза Демулен
- Вернер Шреєр — кондуктор
- Мішель Буке — Самюель
- Філіп Леотар

## Нагороди та номінації
| Нагороди та номінації | Нагороди та номінації | Нагороди та номінації              | Нагороди та номінації                         | Нагороди та номінації |
| Нагорода              | Рік                   | Категорія                          | Номінатор                                     | Підсумок              |
| --------------------- | --------------------- | ---------------------------------- | --------------------------------------------- | --------------------- |
| Сезар                 | 1996                  | Найкраща музика, написана для кіно | Мішель Коломб'є Збігнев Прайснер Серж Генсбур | Перемога              |
| Сезар                 | 1996                  | Найкраща актриса другого плану     | Клотильда Куро                                | Номінація             |
| Сезар                 | 1996                  | Найперспективніша актриса          | Клотильда Куро                                | Номінація             |